# Battus lycidas
Espèce
Battus lycidas ou Machaon de Cramer est une espèce de lépidoptères (papillons) de la famille des  Papilionidae, de la sous-famille des Papilioninae et du genre Battus.

## Dénomination
Battus lycidas a été décrit par Pieter Cramer en 1777 sous le nom de Papilio lycidas.

### Noms vernaculaires
Battus lycidas se nomme Cramer's Swallowtail ou Lycidas Swallowtail ou the Yellow-trailed Swallowtail en anglais.

## Description

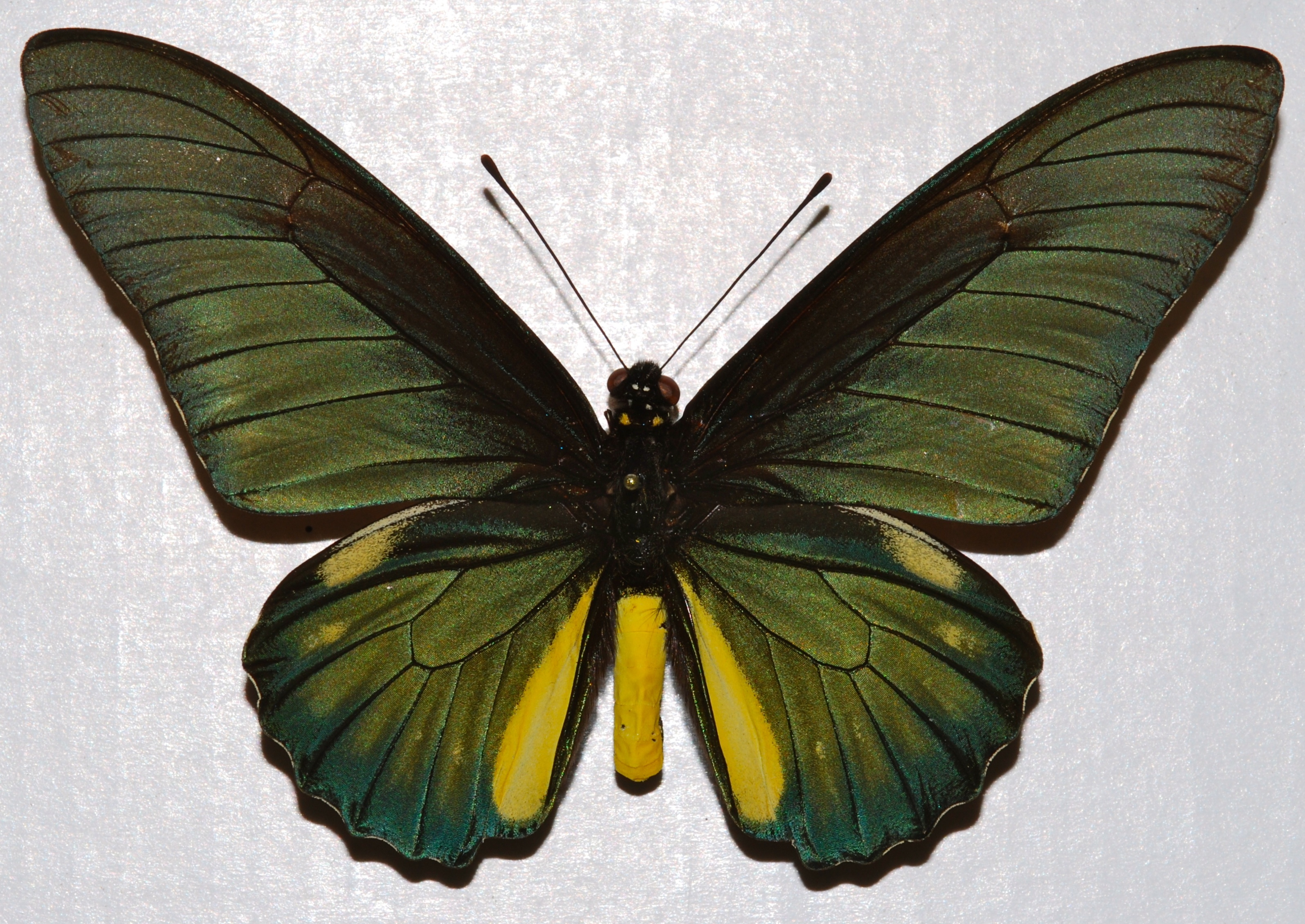
Battus lycidas (Tingo Maria, Pérou)

Battus lycidas est un papillon d'une envergure de 52 mm à 55 mm sans queue. Le dessus est noir à gris foncé largement suffusé de vert, avec une ornementation de taches blanches aux postérieures, en particulier en position anale.
Le revers est marron nacré avec aux postérieures une ligne submarginale de chevrons rouges.

## Biologie

### Plantes hôtes
Les plantes hôtes de sa chenille sont des Aristoloches dont Aristolochia huberiana et Aristolochia constricta,.

## Écologie et distribution
Il est présent dans le sud de l'Amérique du Nord, au Mexique et dans le nord de l'Amérique du Sud, au Surinam, en Guyane, au Venezuela, en Équateur et en Bolivie.

### Biotope
Il réside dans les vallées.

### Protection
Pas de statut de protection particulier.

## Philatélie
L'Équateur a émis un timbre à son effigie en 1961.